# José Luis Ovalle
José Luis Ovalle Donamari (Montevideo, Uruguay, 7 de febrero de 1953) es un contador y político uruguayo, quien se desempeñó como Ministro de Transporte y Obras Públicas en 1994-1995.

## Primeros años
Nació en Montevideo el 7 de febrero de 1953.
Cursó estudios en la Facultad de Ciencias Económicas y de Administración de la Universidad de la República, donde se graduó como contador público. 
Ejerció la docencia en dicha facultad como profesor ayudante de Contabilidades Especiales.
En su actividad privada se desempeñó desde 1985 como gerente de administración y finanzas y luego como gerente general de la firma Altisol, dedicada a la producción y exportación de cítricos. Asimismo trabajó en una empresa familiar, y tuvo actividad como consultor.

## Diputado suplente
Adherente desde su juventud al Partido Nacional y dentro de él al Herrerismo, en las elecciones de 1989 integró la lista 904 -acompañando la fórmula presidencial Luis Alberto Lacalle-Gonzalo Aguirre- como primer suplente de José Losada, segundo candidato a la Cámara de Representantes por Montevideo para la XLIII Legislatura (1990-1995)
Dicha lista obtuvo dos diputados, Jorge Machiñena y Losada. Ovalle ingresó a la Cámara a cubrir dos suplencias del segundo por períodos de un mes cada una, en abril-mayo de 1991 y en octubre-noviembre de 1992.

## Director Nacional de Zonas Francas
En marzo de 1993 el presidente Luis Alberto Lacalle y el ministro de Economía y Finanzas Ignacio de Posadas lo designaron como Director Nacional de Zonas Francas,organismo dependiente de dicho ministerio cuya titularidad ocupó durante algo más de un año.

## Ministro de Transporte y Obras Públicas
El 20 de junio de 1994, el presidente Lacalle lo designó como ministro de Transporte y Obras Públicas, sucediendo en la titularidad de la cartera a Juan Carlos Raffo.
Acompañado en la subsecretaría por José María Barbé Delacroix -quien ya ocupaba el cargo en el período de Raffo y fue ratificado en el mismo- Ovalle se desempeñó como ministro por poco más de ocho meses, hasta la finalización del mandato presidencial de Lacalle. 
En marzo de 1995, al iniciar Julio María Sanguinetti su segunda presidencia, fue reemplazado al frente del MTOP por el colorado Lucio Cáceres.

## Senador suplente
Miembro del Comité Ejecutivo Nacional del Herrerismo desde 1993,en las elecciones de 1994 integró la lista a la Cámara de Senadores para la XLIV Legislatura (1995-2000) encabezada por Luis Alberto Heber -que respaldaba la fórmula presidencial Juan Andrés Ramírez-Juan Chiruchi- como tercer suplente del primer titular.
Ingresó al Senado a cumplir suplencias de Heber en un total de nueve oportunidades, todas por períodos menores a un mes, entre 1995 y 1998.

## Controversia
A principios de diciembre de 1998, se hizo pública a través de distintos medios de prensa el contenido de una grabación, obrante ya en conocimiento de distintos dirigentes políticos, realizada por el empresario Jimmy Rohr, representante del consorcio belga Hessenatie/Cargas y Servicios/Folip, en la que se registraba un diálogo mantenido por el propio Rohr con Ovalle, en diciembre de 1997. En dicha conversación, el exministro, diciendo hablar en nombre de personajes importantes del gobierno de Julio María Sanguinetti, le habría requerido la suma de 2 millones de dólares para obtener la licitación de la concesión de la terminal de contenedores del Puerto de Montevideo llevada adelante por la Administración Nacional de Puertos.
El hecho provocó un importante escándalo;el mismo 4 de diciembre, Ovalle defendió su inocencia e hizo pública su decisión de desvincularse del Herrerismo,pero este tomó la decisión de expulsarlo ese mismo día, tanto de dicho sector como del Instituto Manuel Oribe que también integraba.Fue también suspendido en sus derechos como miembro del Partido Nacional por resolución adoptada por el Directorio de ese partido el 7 del mismo mes.
La licitación de la terminal de contenedores, que en enero de 1998 había sido adjudicada por la ANP al consorcio Maersk/Christophersen/Planir, tras ser objeto de cuestionamientos por el Tribunal de Cuentasfue finalmente anulada por el gobierno de Sanguinetti en febrero de 1999.
Los hechos atribuidos a Ovalle, además de discutirse en una comisión investigadora a nivel parlamentario sobre la mencionada licitación ,fueron investigados a nivel judicial desde el mismo mes de diciembre de 1998 por el Juzgado Letrado en lo Penal de 4° Turno, a cargo del juez José Balcaldi, quien luego de recibir sendos ejemplares de las grabaciones de manos de Juan Andrés Ramírezy del propio Rohr,convocó a este y a Ovalle a un careo. Ovalle manifestó desconocer su voz en las grabaciones y admitió haber pedido dinero a Rohr, pero por concepto de honorarios en caso de ser contratado para un asesoramiento profesional como consultor.
La cinta fue enviada a Brasil para ser periciada en el laboratorio de fonética forense de la Universidad de Campinas, el que, tras casi dos años, en 2000 dictaminó que la misma era auténtica y la voz era efectivamente de Ovalle. 
Sin embargo, en setiembre del mismo año 2000, el fiscal Eduardo Fernández Dovat solicitó el archivo de la investigación,entendiendo que, si bien estaban acreditados los hechos imputados a Ovalle, no siendo  este funcionario público al momento de cometerlos, los mismos solo configurarían el delito de tráfico de influencias tipificado por la ley 17.060; sin embargo, la misma fue promulgada en diciembre de 1998, por lo que no se encontraba vigente en 1997. Descartó asimismo la configuración de otros posibles delitos. Siendo preceptivo el archivo de una causa por el juez al serle solicitado por el fiscal, conforme al sistema procesal penal uruguayo, Balcaldi dispuso archivar las actuaciones.
Sin embargo, pese a haber finalizado sin responsabilidades penales para Ovalle, el episodio significó en los hechos el final de su carrera política, no habiendo regresado a la actividad pública desde entonces.

## Vida personal
Es hijo de Hernán Ovalle Merino (1926-1999) y de María Luisa Donamari Ilarraz (1930-2010)quienes se casaran en 1952.
Contrajo matrimonio en 1980 con María Laura Paullier Farell,también contadora, con quien tuvo dos hijos, Juan Martín y María Josefina Ovalle Paullier.